# Molí de Llobateres (Sant Quirze Safaja)
El Molí de Llobateres, conegut també pels noms de molí de Centelles, molí de la Torre o molí de Fontubal, és una molí del terme municipal de Sant Quirze Safaja (Moianès) declarat bé cultural d'interès nacional.
És a la dreta del Tenes, a l'extrem meridional del terme, a llevant de les Clotes i al sud de les Torres. Uns 300 metres riu avall, al seu sud-est, hi havia el Molí de Baix. Al molí hi ha la captació d'aigua d'aixeta per a les poblacions de Sant Feliu de Codines i de Sant Quirze Safaja.
El 1949 va ser catalogat com a Bé Cultural d'Interès Nacional.

## Història
Originalment no era mogut per l'aigua del Tenes, sinó per una abundosa font tributària d'aquest riu (la font Tubal), que neix just al costat. Posteriorment, per augmentar la capacitat del molí, es va construir una presa al Tenes dins la propietat del veí «mas Torres», que va dur problemes entre els propietaris dels dos llocs al llarg dels anys. És sabut que al segle xiv va tenir una explotació arrendatària, com ho demostra un document que informa que l'any 1328 l'arrendava un cert Arnau Flequer. Al segle xv va ser abandonat a causa del despoblament, i a partir del 1486 s'hi estableixen emfiteutes. També se'n fa esment en un capbreu del 1549, juntament amb el molí del Fai.
L'origen de la fortificació del molí es creu que és degut al seu emplaçament, a la frontera meridional del domini dels Centelles. Això fa pensar que la motivació de la torre fos, en primera instància, defensar el molí i, a la vegada, el terme. Guarda quasi íntegrament l'estructura original, que n'és el testimoni més antic. Es tracta del clàssic molí fortificat o senyorial romànic del segle xiii. Els elements que formen el conjunt són:
- Bassa amb cup o poal al seu extrem, a tocar de la torre. La seva funcionalitat era aconseguir que l'aigua anés a la màxima pressió possible.

- La torre on hi havia el molí i l'habitatge original. Té una alçada d'uns deu metres, amb un costat interior de 3,45 metres. La gruixària dels murs és d'uns 130 centímetres, aproximadament. La coberta actual és de dues vessants, però sembla que hagi estat modificada; l'original era formada per un terrat amb un mur merletat. A l'època medieval només hi havia espitlleres o sageteres, molt allargassades, a la part superior. Les finestres que poden veure-s'hi són més modernes, dels segles XVI o XVII, quan s'adapta a l'habitatge adossat. La torre consta dels pisos següents:

- Soterrani o carcabà. És on hi havia la roda giratòria que feia anar la mola sobirana, un parell de metres sota el pis de les moles.
- Planta baixa o pis de les moles coberta per una volta de canó un xic apuntada feta amb carreus ben escairats.
- Pis o residència original dels moliners. Sobre la volta anterior, s'hi entrava per una porteta d'arc de mig punt a uns tres metres i mig del nivell del terra. Com era habitual en aquelles èpoques, s'hi accedia mitjançant una escala llevadissa. A l'interior hi havia una obertura que comunicava aquest pis amb la planta de les moles.
- El mas, datat l'any 1694.

La documentació existent parla de molins, en plural. L'any 1371 s'esmenta un molí sobre un altre, per la qual cosa es creu que el molí superior havia de ser dins de la torre, mentre que l'inferior s'hauria trobat en un petit edifici adossat, on ara hi ha el mas. Inicialment era un molí fariner. Va tenir residència d'amos i masovers fins a la dècada dels anys 1960, que va ser fins quan va estar en funcionament. Actualment està abandonat i la font Tubal, tapada.

## El molí en la literatura
Apareix en el poema Sant Quirze Safaja de Ferran Canyameres i Casamada:
| «                                                    | Al Molí de Llobateres els tres salts escalonats -incansables debaneres- eren bàtec pels clotats; | » |
| — Canyameres , extret de: Com el Vallès no hi ha res |                                                                                                  |   |